# 450 Turkiestański Batalion Grenadierów
450 Turkiestański Batalion Grenadierów (niem. Turkestanisches Grenadier-Bataillon 450, ros. 450-й туркестанский батальон) – oddział wojskowy Wehrmachtu złożony z mieszkańców Azji Środkowej podczas II wojny światowej.

## Historia
24 marca 1942 r. w rejonie Skierniewic zostały sformowane I i II Bataliony Legionu Kaukasko-Mahometańskiego. Wkrótce na ich bazie utworzono 450 Turkiestański Batalion Piechoty. Składał się on z sześciu kompanii. Każda kompania rekrutowała się z b. jeńców wojennych z Armii Czerwonej jednej narodowości, oprócz kompanii sztabowej, w skład której wchodzili żołnierze różnych narodowości Azji Środkowej – Kazachowie, Kirgizi, Tadżycy, Turkmeni, Uzbecy. Dowódcą batalionu został mjr Andreas Mayer-Mader. Batalion podlegał formalnie Legionowi Turkiestańskiemu, ale faktycznie był samodzielnym oddziałem zbrojnym. Zimą 1942/1943 r. przeniesiono go na okupowaną Ukrainę, gdzie zwalczał partyzantów. Działał w rejonie Jampola i Głuchowa. Na pocz. 1943 r. mjr A. Mayer-Mader został odkomenderowany do Niemiec, zaś dowództwo objął kpt. Kopf. Następnie batalion podporządkowano niemieckiej 16 Dywizji Zmotoryzowanej, prowadzącej natarcie na kierunku astrachańskim. Oddział w ciężkich walkach na stepach kałmuckich poniósł duże straty. Doszło też do dezercji grupy żołnierzy pod wodzą mułły Sadyrowa. W wyniku konstrofensywy Armii Czerwonej batalion jesienią 1943 r. został przeniesiony na Donbas, gdzie przemianowano go na Turkestanisches Grenadier-Bataillon 450. Liczbę kompanii zmniejszono do pięciu. Oddział ochraniał linię kolejową Stalino-Iłowajśk. W rejonie Makiejewki doszło do kolejnej dezercji, kiedy ok. 130 żołnierzy z bronią w ręku przeszło na sowiecką stronę frontu. W rezultacie 18 grudnia 1943 r. batalion został rozwiązany.